# Icera, Sliven
Icera (în bulgară Ичера) este un sat în comuna Sliven, regiunea Sliven,  Bulgaria. 

## Demografie
Componența etnică a satului Icera
     Bulgari (98,7%)
     Nicio identificare (1,29%)
     Altele (0%)
La recensământul din 2011, populația satului Icera era de 155 locuitori. Din punct de vedere etnic, majoritatea locuitorilor (98,7%) erau bulgari. Pentru 1,29% din locuitori nu este cunoscută apartenența etnică.